# حقیقت گمشده
حقیقت گمشده فیلمی به کارگردانی محمد احمدی و نویسندگی سیدرضا خطیبی، محمد احمدی، محمود غلامی، مهدی حسین‌نژاد، علی حدادی ساختهٔ سال ۱۳۸۶ است.

## خلاصه داستان
نگاهی به زندگی سه خانواده که تقدیر باعث روابطی بین آنها می‌گردد...

## بازیگران
- حمید فرخ‌نژاد
- پریوش نظریه
- احمد مهران‌فر
- مریم رهبری
- یعقوب غفاری
- ستاره چالاکی
- حبیب دهقان نسب